# Đới (địa tầng)
Một thời đới hay một đới là một đơn vị thời địa tầng học chính thức với cấp bậc không được chỉ rõ, cũng không phải là một phần trong hệ thống thứ bậc của các đơn vị thời địa tầng theo quy ước. Nó là khối đá được hình thành tại bất kỳ đâu trong khoảng thời gian của một đơn vị địa tầng đã đặt tên nào đó hoặc của một đặc trưng địa chất. Đơn vị địa thời học tương ứng là thời.

## Khoảng thời gian
Khoảng thời gian của một thời đới là sự trải rộng về thời gian hay một khoảng thời gian của đơn vị địa tầng đã đặt tên trước đó, chẳng hạn như đơn vị thạch địa tầng, sinh địa tầng hay phân cực từ địa tầng. Tuy nhiên, cần phải thừa nhận rằng, trong khi đơn vị địa tầng mà thời đới dựa vào chỉ trải rộng về mặt địa lý tới những đâu mà các tính chất chẩn đoán của nó có thể được thừa nhận thì thời đới tương ứng lại bao gồm tất cả các loại đá hình thành tại bất kỳ đâu trong khoảng thời gian tương ứng với đơn vị đã chỉ định. Ví dụ, một thời đới chính thức dựa trên khoảng thời gian của một sinh đới bao gồm mọi địa tầng tương đương về tuổi với khoảng thời gian tối đa tổng thể của sinh đới đó mà không phụ thuộc vào sự hiện diện hay vắng mặt của các hóa thạch chẩn đoán của sinh đới đó.
Các thời đới có thể có các khoảng thời gian khác biệt nhiều. Việc chỉ định các ranh giới của một thời đới và của khoảng thời gian của nó có thể được thực hiện theo vài cách, phụ thuộc vào bản chất của đơn vị địa tầng mà thời đới dựa vào. Nếu như đơn vị đó có địa tầng mẫu đã chỉ định, các ranh giới và khoảng thời gian của thời đới có thể được tạo ra để tương ứng hoặc là với các ranh giới và khoảng thời gian của đơn vị tại địa tầng mẫu của nó hoặc là với khoảng thời gian tổng thể của đơn vị, có thể là dài hơn so với khoảng thời gian tại địa tầng mẫu.
Trong trường hợp thứ hai, các ranh giới và khoảng thời gian của thời đới có thể biến đổi với thông tin tăng lên liên quan tới khoảng thời gian của đơn vị. Nếu như đơn vị mà thời đới dựa vào thuộc về kiểu mà kiểu đó không thể có địa tầng mẫu được chỉ định một cách thích hợp, chẳng hạn như một đơn vị sinh địa tầng, khoảng thời gian của nó không thể được định nghĩa do khoảng thời gian của đơn vị tham chiếu có thể thay đổi với lượng thông tin gia tăng (xem thêm Bản chất của các đơn vị sinh địa tầng).
Yếu tố quan trọng trong việc đặt tên cho một thời đới được chấp nhận trên bình diện quốc tế là cột hóa thạch tổng thể có rõ ràng, không mơ hồ và phổ biến hay không. Vì thế, một số thời đới đã được chấp nhận lại chứa các thời đới khác và một số thời đới lớn nào đó đã được đặt tên lại trải dài qua toàn bộ các đơn vị thời gian địa chất đã định nghĩa, cả lớn lẫn nhỏ.

## Sự trải rộng địa lý
Sự trải rộng địa lý của một thời đới, về mặt lý thuyết, là khắp thế giới, nhưng khả năng áp dụng được của nó bị hạn chế chỉ trong khu vực mà khoảng thời gian của nó có thể được nhận dạng, thông thường sẽ là nhỏ hơn nhiều.

## Tên gọi
Một thời đới có tên gọi từ tên gọi đơn vị địa tầng mà nó dựa vào, chẳng hạn thời đới Exus albus, dựa trên miền xác định đới Exus albus.

## Các chủ đề liên quan
- Niên đại địa chất
- Quần động vật
- Vị trí điển hình
- Danh sách các GSSA
- Danh sách các GSSP
- Thời địa tầng học
- Thạch địa tầng học
- Hồ sơ địa chất